# Sungai Dua (Sungai Keruh)
Sungai Dua is een bestuurslaag in het regentschap Musi Banyuasin van de provincie Zuid-Sumatra, Indonesië. Sungai Dua telt 1854 inwoners (volkstelling 2010).